# Euryproctus ratzeburgi
Euryproctus ratzeburgi là một loài tò vò trong họ Ichneumonidae.